# إتش 3 إتش 3 برودكشنز
إيثان إدوارد كلاين (ولد في 24 يونيو 1985) وهيلا كلاين (اسم الولادة هاكمون) (بالعبرية: הילה חכמון‏) (من مواليد 12 ديسمبر 1987) زوج وزوجة من أصول أمريكية-إسرائيلية اشتهروا بقناتهم على اليوتيوب  h3h3Productions. تشتمل غالبية المحتوى على قناتهم الرئيسية على مقاطع فيديو تفاعلية وكوميديا تخطيطية يسخرون فيها من ثقافة الإنترنت . منذ عام 2017 ، قام الزوجان أيضًا بتشغيل قناة بودكاست منفصلة، The H3 Podcast، والتي كانت محور تركيزهما الإبداعي الأساسي منذ عام 2019، من بين مشاريع أخرى. اعتبارًا من أوائل عام 2021، أصبح للبودكاست أكبر رابع عشر جمهورًا لأي بودكاست، وفقًا لمنظمة التحليلات الإعلامية ميديا مونتر.

## ديسكغرفيا

### بودكاست
يتم نشر ما يلي عبر قناة إج ثري بودكاست.
- إتش 3 برودكاست (2017 إلى الوقت الحالي
- إتش 3 أفتر دارك (2020 إلى الوقت الحاضر)
- فريميس (2020 - 2021)
- محكمة المحتوى (2020)
- أوف ذا ريلز (2021 إلى الوقت الحاضر)